# Saccorhytus coronarius
Saccorhyte coronarien
— non classé —
Famille
Genre
Espèce
Saccorhytus coronarius est un animal fossile de taille millimétrique ayant vécu il y a 536,4 à 531,8 millions d'années, au Cambrien. Découvert en 2017 et d'abord classé parmi les deutérostomiens, il a été reclassé en 2022 parmi les ecdysozoaires, des protostomiens.

## Étymologie
Le nom de genre Saccorhytus est construit sur le latin saccus (« sac ») et le grec ῥυτόν / rhutón (« vase à boire »), et l'épithète spécifique coronarius sur le latin corona (« couronne ») en référence à la forme de la bouche.

## Découverte
Les premiers fossiles de Saccorhytus coronarius ont été découverts dans le Shaanxi (Chine), et les premiers résultats publiés en janvier 2017 dans Nature par une équipe internationale. En raison de sa symétrie bilatérale et de la présence d'ouvertures coniques interprétées comme des pores homologues à des branchies, ses inventeurs ont classé cette espèce parmi les deutérostomiens.

## Morphologie

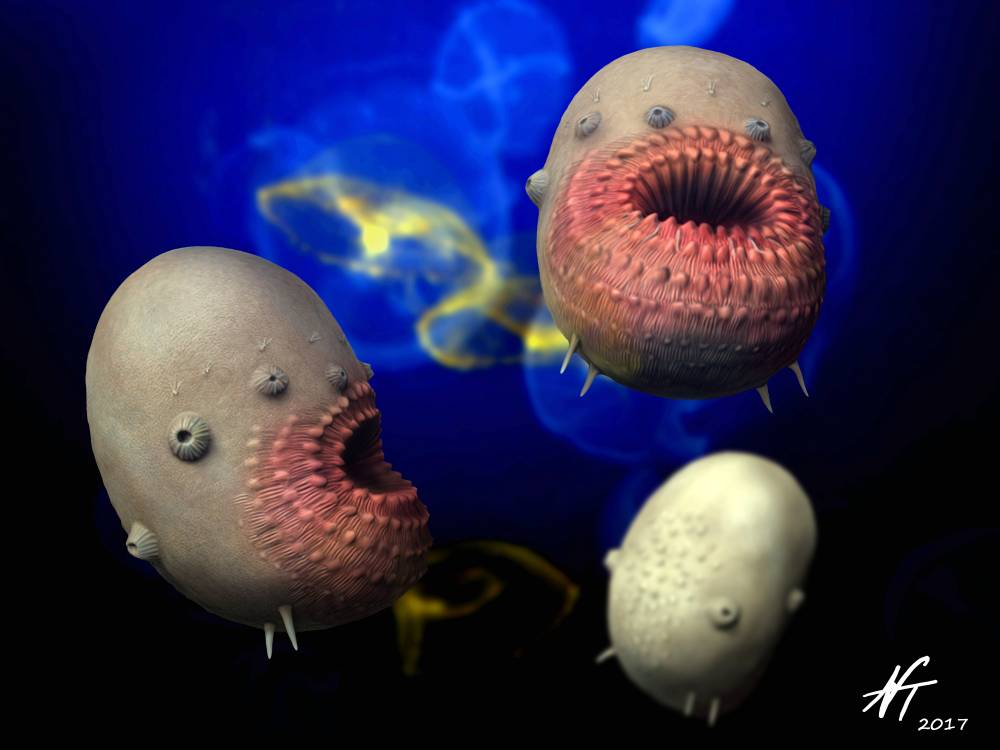
Saccorhytes (restitution par Nobu Tamura, selon la première interprétation des ouvertures coniques comme pores).

Les saccorhytes avaient un corps ovoïde muni d'une bouche proéminente entourée de deux rangées de protubérances. Ils devaient recracher les déchets de leur digestion par la bouche car ils semblent avoir été dépourvus d'anus, et ils ne possédaient pas non plus d'yeux. La cuticule de ces animaux étaient épaisse, portant quelques cônes et petits pores circulaires, peut-être l'indication qu'ils vivaient en filtrant l'eau, dans le plancton ou dans les interstices entre les grains des sédiments marins.

## Taxonomie
L'hypothèse que les ouvertures entourant le corps des saccorhytes étaient des pores servant à évacuer l'eau qu'ils avalaient, et avaient la même origine que les branchies des poissons et les madréporites des étoiles de mer, faisait des saccorhytes le plus ancien groupe frère connu des ancêtres des chordés et des échinodermes,,. Bien que cette supposition était débattue, les sources secondaires se sont dépêchées de faire de Saccorhytus un « lointain ancêtre du genre humain ».
Mais en 2022, l'étude par microscopie électronique à balayage et tomographie X de nouveaux spécimens, en meilleur état de conservation que les premiers fossiles, montra que les « pores coniques » observés sur les premiers spécimens étaient en fait des épines creuses cassées (il est plausible que ces épines aient été mues par des muscles, servant à la locomotion). Ces observations établissent sur la base de plusieurs critères que Saccorhytus coronarius est un ecdysozoaire : un animal à mues, protostomien et non deutérostomien. Il n'est pas exceptionnel pour un protostomien d'avoir une taille millimétrique et d'être dépourvu d'anus et d'yeux, contrairement aux deutérostomiens,.